# Atractus wagleri
Atractus wagleri är en ormart som beskrevs av Prado 1945. Atractus wagleri ingår i släktet Atractus och familjen snokar. Inga underarter finns listade.
Arten förekommer i nordöstra Colombia i departementet Boyacá. Honor lägger ägg.